# Schutzengel (EP)
Schutzengel ist das zweite Extended Play der deutschen Rock-Musikgruppe Unheilig. Musik und Text stammen vom Grafen, produziert wurde es vom Grafen und José Alvarez-Brill. Die Erstveröffentlichung des Albums fand am 21. Juli 2003 in Deutschland statt, in Österreich und der Schweiz ist das Album nur über Download zu erwerben. Auf dem Cover ist eine Engelsstatur vor einem gelblichen Wolkenbild zu sehen, in welches der Schriftzug Schutzengel eingraviert ist. Das Album wurde unter dem Label Four.Rock Entertainment herausgebracht.

## Inhalt
Schutzengel ist eine EP, die als Bonus zu dem vorhergangenen Studioalbum Das 2. Gebot dient. Enthalten sind sieben Songs, vier davon sind bis dahin unveröffentlicht gewesen. Über die Veröffentlichung der EP konnten Fans von Unheilig auf deren Website abstimmen. Die Schutzengel EP ist ein auf 2.222 Einheiten limitiertes Album. Auf Grund der Limitierung blieb ein Charteintritt verwehrt.

## Titelliste
1. Schutzengel – 4:26
2. Schutzengel (Orchester Version) – 5:13
3. Zinnsoldat – 4:40
4. Damien – 6:20
5. Vollmond – 3:56
6. Bruder – 3:37
7. One of the Dead – 3:51

Alle Texte wurden vom Grafen geschrieben, mit Ausnahme von One of the Dead, dieser wurde von der Band Transpunk geschrieben. Produziert wurden alle Titel von José Alvarez-Brill.